# Hirur, Hangal
Hirur là một làng thuộc tehsil Hangal, huyện Haveri, bang Karnataka, Ấn Độ.